# Thinopteryx praetoraria
Thinopteryx praetoraria là một loài bướm đêm trong họ Geometridae.